# 구아노신
구아노신(영어: guanosine)은 구아닌과 리보스가 β-N9-글리코사이드 결합을 통해 연결된 퓨린 뉴클레오사이드이다. 구아노신은 인산화되어 구아노신 일인산(GMP), 고리형 구아노신 일인산(cGMP), 구아노신 이인산(GDP), 구아노신 삼인산(GTP)이 될 수 있다. 이들 화합물들은 핵산과 단백질의 합성, 광합성, 근육 수축, 세포 내 신호 전달(cGMP)과 같은 다양한 생화학적 과정에서 중요한 역할을 한다. 구아닌의 N9 질소가 디옥시리보스의 1' 탄소와 결합하면 디옥시구아노신이 된다.

## 물리적 특성 및 화학적 특성
구아노신은 냄새가 없고 순한 식염수 맛이 나는 흰색의 결정성 분말이다. 구아노신은 아세트산에 매우 잘 용해되고, 물에는 약간만 용해되며, 에탄올, 다이에틸 에터, 벤젠, 클로로포름에는 용해되지 않는다.

## 기능
구아노신은 mRNA에서 RNA 스플라이싱 반응에 필요하며, "자가 스플라이싱"에 의해 인트론은 양 말단에서 잘려서 mRNA로부터 제거되고, 다시 연결되어 mRNA에 남겨진 엑손은 단백질로 번역된다.

G-C 염기쌍의 구조

## 이용
헤르페스 치료에 자주 사용되는 항바이러스제인 아시클로버와 항 HIV 약제인 아바카버는 구아노신과 구조적으로 유사하다. 구아노신은 또한 레가데노손을 만드는데 사용된다.

## 공급원
구아노신은 이자, 토끼풀속 식물(클로버), 커피나무속 식물 및 소나무속 식물의 꽃가루에서 발견할 수 있다.